# 朱遜𤆼
潞城僖順王朱遜𤆼（1407年—1471年），明朝代藩第一代潞城王，代簡王朱桂的嫡第三子，母妃徐氏。明太祖之孙。徐達外孫（亦即明仁宗的堂弟和姨表弟）。

## 生平
永樂二十二年（1424年），朝廷册封朱遜𤆼为潞城王。
成化七年（1471年），朱遜𤆼去世，享年六十五歲，諡號僖順。兩年後，嫡第三子朱仕堜襲爵。

## 家庭

### 妻
- 许氏，南城兵马副指挥许璘女，宣德二年（1427年）冊為潞城王妃

### 子
- 長子：朱仕墷，正統十一年（1446年）三月赐名。[6]
- 第二子：鎮國將軍朱仕圩，正統十一年（1446年）三月赐名，[6]四月庚子册封为镇国将军，正統十二年（1447年）逝世。[7][8]
- 第三子：鎮國將軍→潞城安簡王朱仕堜[9]
- 第四子：鎮國將軍朱仕均，正統十四年三月赐名并册封为镇国将军。[10]府邸位于故大同縣預備倉。[11]
- 第五子：鎮國將軍朱仕坌，成化四年（1468年）六月赐名。[12]

- 玄孫：輔國將軍朱俊𣚅[13]
- 玄孫：輔國將軍朱俊柳[13]